# Topness
La topness, talvolta chiamata truth, è un numero quantico di sapore, rappresenta la differenza tra il numero di quark top (t) e il numero di antiquark top (t) che sono presenti in una particella:
{\displaystyle T=n_{\text{t}}-n_{\bar {\text{t}}}}
Per convenzione, i quark top hanno una topness di +1 e gli antiquark top una topness di −1. Il termine "topness" (o "verità") viene raramente utilizzato; la maggior parte dei fisici semplicemente si riferisce al "numero di quark top" e al "numero di antiquark top".

## Conservazione
Come tutti i numeri quantici di sapore, la topness è preservata sotto le interazioni forti ed elettromagnetiche, ma non sotto l'interazione debole. Tuttavia il quark top è estremamente instabile, con una vita media inferiore ai 10−23 s, che è il tempo richiesto affinché l'interazione forte possa avere luogo. Per questa ragione il quark top non adronizza, vale a dire non forma nessun mesone o barione. Mentre interagisce con forza è già decaduto in un altro sapore di quark (di solito in un quark bottom).